# Festival de la Canción de Eurovisión 1969
El XIV Festival de la Canción de Eurovisión tuvo lugar el 29 de marzo de 1969 en el Teatro Real de Madrid (España), tras la victoria de este país en el certamen pasado, con la canción La, la, la, interpretada por la cantante Massiel. 
La presentadora fue Laura Valenzuela, que se vio en apuros al observar el empate entre cuatro países al final del festival: Salomé con "Vivo cantando" por España, la británica Lulu con el tema "Boom Bang-a-Bang", la holandesa Lenny Kuhr con "De troubadour" y, finalmente, Frida Boccara por Francia con "Un jour, un enfant".
Fue la primera vez que tenía lugar un empate por el primer puesto, y no existía ningún tipo de reglamento para el desempate, ya que las reglas argumentaban que ganaban "la televisión o televisiones con más votos". Por ello, se consideró a los cuatro países empatados como vencedores, lo que originó dificultades a la hora de otorgar los galardones, de tal modo que la presentadora no supo cómo reaccionar. En directo, se otorgaron a las 4 intérpretes los 4 trofeos que había preparados (a compositor, letrista, director de orquesta e intérprete), y después del festival se dieron al resto de las 4 delegaciones.
Austria no participó ante su negativa de enviar un cantante con el pretexto de que España no era un régimen democrático, postura rechazada y lamentada por el Gobierno. Durante mucho tiempo, existió el rumor de que Liechtenstein tuvo la intención de participar en esta edición, al haber un sencillo publicado ese año («Un beau matin») denominado como «la canción oficial de Liechtenstein en el Festival de la Canción de Eurovisión 1969» por su propia discográfica, pero al parecer se trató de una broma. En la Gala de OT Eurovisión de 2004, Massiel aseguró que se aprobó una amnistía de presos políticos tal como habían pedido algunas delegaciones para venir a cantar a España, aunque parece ser un rumor más que una realidad, ya que no existe ningún decreto en el BOE que sustente tales afirmaciones. Recordó también que la cena de delegaciones se hizo en la conocida casa Lucio. En la misma gala, Salomé aseguró: "se intentó lavar la cara de esa España que decían que las mujeres íbamos con la navaja en la liga y los hombres vestidos de toreros (...) ese festival se hizo con tanta pompa para borrar esa imagen (...) se consiguió algo, no todo, porque no había esa libertad que intentaban exteriorizar, pero se consiguió algo".
Salvador Dalí diseñó el cartel del evento y Bernardo Ballester Orrico los decorados. La producción y organización del certamen fue un reto para TVE, que retransmitió el festival en color, aún en fase de pruebas, a varios países. El evento se siguió en directo en los países miembros de Eurovisión e Intervisión, así como por satélite en Chile, Puerto Rico y Brasil.

## Participantes
Los representantes de los países participantes se eligieron, dependiendo del país, mediante elección interna o en finales nacionales que se hicieron en la segunda mitad de febrero y principios de marzo. 
Fueron elegidos cinco artistas que ya habían participado en años anteriores. Romuald, representante de Luxemburgo, ya había participado en 1964 por Mónaco. La representante de Alemania Occidental, Siw Malmkvist, había representado a Suecia en 1960. Simone de Oliveira representaba por segunda vez a Portugal tras haberlo hecho en 1965, y Louis Neefs representaba por segunda vez a Bélgica tras su participación en 1967. En esos dos años había representado ya a Noruega Kirsti Sparboe, siendo esta su tercera participación en el festival.
Jean Jacques, representante de Mónaco, fue uno de los participantes más jóvenes del festival, ya que solo tenía doce años. Irlanda eligió por primera vez a un representante de Irlanda del Norte, Muriel Day. 
| País y TV               | Título original de la canción    | Artista                   | Proceso y fecha de selección            |
| País y TV               | Traducción al español            | Idiomas de interpretación | Proceso y fecha de selección            |
| ----------------------- | -------------------------------- | ------------------------- | --------------------------------------- |
| Alemania Occidental ARD | Primaballerina                   | Siw Malmkvist             | Ein lied für Madrid 1970, 22-02-1969    |
| Alemania Occidental ARD | Bailarina principal              | Alemán                    | Ein lied für Madrid 1970, 22-02-1969    |
| Bélgica · BRT           | Jennifer Jennings                | Louis Neefs               | Final Nacional, 22-02-1969              |
| Bélgica · BRT           | -                                | Neerlandés                | Final Nacional, 22-02-1969              |
| España TVE              | Vivo cantando                    | Salomé                    | Final Nacional, 22-02-1969              |
| España TVE              | -                                | Español                   | Final Nacional, 22-02-1969              |
| Finlandia · YLE         | Kuin silloin ennen               | Jarkko & Laura            | Euroviisut 1969, 22-02-1969             |
| Finlandia · YLE         | Como en aquellos tiempos         | Finlandés                 | Euroviisut 1969, 22-02-1969             |
| Francia ORTF            | Un jour, un enfant               | Frida Boccara             | Final Nacional 1969                     |
| Francia ORTF            | Un día, un niño                  | Francés                   | Final Nacional 1969                     |
| Irlanda RTÉ             | The wages of love                | Muriel Day                | Final Nacional, 16-02-1969              |
| Irlanda RTÉ             | La paga del amor                 | Inglés                    | Final Nacional, 16-02-1969              |
| Italia · RAI            | Due grosse lacrime bianche       | Iva Zanicchi              | Elección Interna                        |
| Italia · RAI            | Dos grandes lágrimas blancas     | Italiano                  | Elección Interna                        |
| Luxemburgo CLT          | Catherine                        | Romuald                   | Elección Interna                        |
| Luxemburgo CLT          | -                                | Francés                   | Elección Interna                        |
| Mónaco TMC              | Maman, maman                     | Jean-Jacques Bertolai     | Elección Interna                        |
| Mónaco TMC              | Mamá, mamá                       | Francés                   | Elección Interna                        |
| Noruega · NRK           | Oj, oj, oj, så glad jeg skal bli | Kirsti Sparboe            | Melodi Grand-Prix 1969, 01-03-1969      |
| Noruega · NRK           | ¡Ay, ay, qué feliz voy a ser!    | Noruego                   | Melodi Grand-Prix 1969, 01-03-1969      |
| Países Bajos · NTS      | De troubadour                    | Lenny Kuhr                | Nationaal Songfestival 1969, 26-02-1969 |
| Países Bajos · NTS      | El trovador                      | Neerlandés                | Nationaal Songfestival 1969, 26-02-1969 |
| Portugal RTP            | Desfolhada portuguesa            | Simone de Oliveira        | Festival da Canção 1969, 24-02-1969     |
| Portugal RTP            | Deshojada portuguesa             | Portugués                 | Festival da Canção 1969, 24-02-1969     |
| Reino Unido BBC         | Boom bang-a-bang                 | Lulu                      | A Song For Europe 1969, 22-02-1969      |
| Reino Unido BBC         | -                                | Inglés                    | A Song For Europe 1969, 22-02-1969      |
| Suecia · SR             | Judy, min vän                    | Tommy Körberg             | Melodifestivalen 1969, 01-03-1969       |
| Suecia · SR             | Judy, mi amiga                   | Sueco                     | Melodifestivalen 1969, 01-03-1969       |
| Suiza · SSR SRG         | Bonjour, bonjour                 | Paola del Medico          | Elección Interna                        |
| Suiza · SSR SRG         | ¡Hola, hola!                     | Alemán                    | Elección Interna                        |
| Yugoslavia JRT          | Pozdrav svijetu                  | Ivan & M's                | Pjesma Eurovizije 1969, 15-02-1969      |
| Yugoslavia JRT          | Saludos al mundo                 | Croata                    | Pjesma Eurovizije 1969, 15-02-1969      |

### Directores de orquesta
Los países podían presentar su propio director de orquesta o el del país anfitrión, Augusto Algueró.
- - Miljenko Prohaska
- - Augusto Algueró
- - Augusto Algueró
- - Hervé Roy
- - Noel Kelehan
- - Ezio Leoni
- - Johnny Harris
- - Frans de Kok
- - Lars Samuelson
- - Francis Bay
- - Henry Mayer
- - Øivind Bergh
- - Hans Blum
- - Franck Pourcel
- - Ferrer Trindade
- - Ossi Runne

## Resultados
Alemania Occidental empezó encabezando la clasificación; sin embargo, Francia, España y Reino Unido serían los tres países que realmente terminarían liderando la carrera siendo seguidos de cerca por Países Bajos, Suiza y Mónaco. Cuando quedaban tres países por votar, Francia y Reino Unido lideraban la clasificación con 16 puntos; en ese momento era al país galo a quien le tocaba votar, colocando a los Países Bajos en primera posición con 18 puntos, tras otorgarle 6 de ellos. En la penúltima votación, Francia y España se colocaban igualmente en primera posición con 18 puntos también, y el Reino Unido con 17 puntos. Tras votar Finlandia, el último en hacerlo, terminó dándole 1 punto más a la candidatura británica, produciendo así el cuádruple empate entre España, Reino Unido, Países Bajos y Francia.
| #  | País                | Intérprete(s)         | Canción                            | Lugar | Puntos |
| -- | ------------------- | --------------------- | ---------------------------------- | ----- | ------ |
| 01 | Yugoslavia          | Ivan & M's            | «Pozdrav svijetu»                  | 13    | 5      |
| 02 | Luxemburgo          | Romuald               | «Catherine»                        | 11    | 7      |
| 03 | España              | Salomé                | «Vivo Cantando»                    | 1     | 18     |
| 04 | Mónaco              | Jean-Jacques Bortolaï | «Maman, maman»                     | 6     | 11     |
| 05 | Irlanda             | Muriel Day            | «The wages of love»                | 7     | 10     |
| 06 | Italia              | Iva Zanicchi          | «Due grosse lacrime bianche»       | 13    | 5      |
| 07 | Reino Unido         | Lulu                  | «Boom bang-a-bang»                 | 1     | 18     |
| 08 | Países Bajos        | Lenny Kuhr            | «De troubadour»                    | 1     | 18     |
| 09 | Suecia              | Tommy Körberg         | «Judy, min vän»                    | 9     | 8      |
| 10 | Bélgica             | Louis Neefs           | «Jennifer Jennings»                | 7     | 10     |
| 11 | Suiza               | Paola del Medico      | «Bonjour, bonjour»                 | 5     | 13     |
| 12 | Noruega             | Kirsti Sparboe        | «Oj, oj, oj, så glad jeg skal bli» | 16    | 1      |
| 13 | Alemania Occidental | Siw Malmkvist         | «Primaballerina»                   | 9     | 8      |
| 14 | Francia             | Frida Boccara         | «Un jour, un enfant»               | 1     | 18     |
| 15 | Portugal            | Simone de Oliveira    | «Desfolhada portuguesa»            | 15    | 4      |
| 16 | Finlandia           | Jarkko & Laura        | «Kuin silloin ennen»               | 12    | 6      |

### Portavoces
- Yugoslavia - Gordana Bonetti (Presentadora de TV y radio)
- Luxemburgo - Se desconoce
- España- Ramón Rivera
- Mónaco - Se desconoce
- Irlanda - John Skehan (Presentador de TV y radio)
- Italia - Mike Bongiorno (Presentador de TV)
- Reino Unido - Colin-Ward Lewis
- Países Bajos - Leo Nelissen (Presentador de TV)
- Suecia - Edvard Matz (Presentador de TV)
- Bélgica - Eugène Senelle
- Suiza - Alexandre Burger (Presentador de TV)
- Noruega - Janka Polanyi (Presentadora de TV)
- Alemania Occidental - Hans-Otto Grünefeldt
- Francia - Jean-Claude Massoulier (Presentador de TV)
- Portugal - Maria Manuela Furtado
- Finlandia - Aarre Elo (Presentador de TV y radio)

## Tabla de resultados
|                                      |                     | Bandera de Yugoslavia | Bandera de Luxemburgo | Bandera de España | Bandera de Mónaco | Bandera de Irlanda | Bandera de Italia | Bandera del Reino Unido | Bandera de los Países Bajos | Bandera de Suecia | Bandera de Bélgica | Bandera de Suiza | Bandera de Noruega | Bandera de Alemania Occidental | Bandera de Francia | Bandera de Portugal | Bandera de Finlandia | TOTAL |
| Participantes                        | Yugoslavia          |                       | 0                     | 1                 | 0                 | 0                  | 0                 | 0                       | 0                           | 0                 | 1                  | 0                | 0                  | 0                              | 0                  | 3                   | 0                    | 5     |
| Participantes                        | Luxemburgo          | 1                     |                       | 0                 | 3                 | 0                  | 0                 | 0                       | 1                           | 0                 | 1                  | 0                | 0                  | 1                              | 0                  | 0                   | 0                    | 7     |
| Participantes                        | España              | 1                     | 2                     |                   | 3                 | 1                  | 0                 | 0                       | 0                           | 0                 | 3                  | 0                | 1                  | 3                              | 2                  | 2                   | 0                    | 18    |
| Participantes                        | Mónaco              | 0                     | 0                     | 2                 |                   | 0                  | 4                 | 0                       | 2                           | 2                 | 1                  | 0                | 0                  | 0                              | 0                  | 0                   | 0                    | 11    |
| Participantes                        | Irlanda             | 0                     | 0                     | 0                 | 0                 |                    | 0                 | 1                       | 1                           | 1                 | 0                  | 3                | 0                  | 1                              | 0                  | 0                   | 3                    | 10    |
| Participantes                        | Italia              | 1                     | 0                     | 0                 | 1                 | 1                  |                   | 0                       | 0                           | 0                 | 0                  | 0                | 0                  | 0                              | 0                  | 1                   | 1                    | 5     |
| Participantes                        | Reino Unido         | 2                     | 4                     | 0                 | 0                 | 0                  | 3                 |                         | 1                           | 5                 | 0                  | 0                | 0                  | 1                              | 0                  | 1                   | 1                    | 18    |
| Participantes                        | Países Bajos        | 0                     | 2                     | 0                 | 1                 | 0                  | 3                 | 0                       |                             | 0                 | 1                  | 4                | 1                  | 0                              | 6                  | 0                   | 0                    | 18    |
| Participantes                        | Suecia              | 0                     | 0                     | 0                 | 0                 | 0                  | 0                 | 0                       | 1                           |                   | 0                  | 0                | 3                  | 0                              | 0                  | 1                   | 3                    | 8     |
| Participantes                        | Bélgica             | 0                     | 0                     | 2                 | 0                 | 0                  | 0                 | 3                       | 1                           | 0                 |                    | 2                | 2                  | 0                              | 0                  | 0                   | 0                    | 10    |
| Participantes                        | Suiza               | 2                     | 0                     | 0                 | 0                 | 3                  | 0                 | 2                       | 0                           | 0                 | 1                  |                  | 1                  | 2                              | 0                  | 0                   | 2                    | 13    |
| Participantes                        | Noruega             | 0                     | 0                     | 0                 | 0                 | 0                  | 0                 | 0                       | 0                           | 1                 | 0                  | 0                |                    | 0                              | 0                  | 0                   | 0                    | 1     |
| Participantes                        | Alemania occidental | 3                     | 0                     | 2                 | 0                 | 0                  | 0                 | 0                       | 0                           | 0                 | 1                  | 0                | 1                  |                                | 1                  | 0                   | 0                    | 8     |
| Participantes                        | Francia             | 0                     | 1                     | 0                 | 2                 | 4                  | 0                 | 4                       | 2                           | 1                 | 0                  | 1                | 0                  | 1                              |                    | 2                   | 0                    | 18    |
| Participantes                        | Portugal            | 0                     | 0                     | 2                 | 0                 | 0                  | 0                 | 0                       | 0                           | 0                 | 1                  | 0                | 0                  | 0                              | 1                  |                     | 0                    | 4     |
| Participantes                        | Finlandia           | 0                     | 1                     | 1                 | 0                 | 1                  | 0                 | 0                       | 1                           | 0                 | 0                  | 0                | 1                  | 1                              | 0                  | 0                   |                      | 6     |
| LA TABLA ESTÁ ORDENADA POR APARICIÓN |                     |                       |                       |                   |                   |                    |                   |                         |                             |                   |                    |                  |                    |                                |                    |                     |                      |       |

## Transmisiones
Cada emisora participante debía transmitir el concurso a través de sus redes. Las emisoras miembros de la UER no participantes también pudieron transmitir el concurso como "participantes pasivos". Las emisoras pudieron enviar comentaristas para brindar cobertura del concurso en su propio idioma nativo y transmitir información sobre los artistas y las canciones a sus televidentes.
Los detalles conocidos sobre las transmisiones en cada país, incluidas las estaciones de transmisión específicas y los comentaristas, se muestran en las tablas a continuación. Además de los países participantes, el concurso también fue transmitido en Túnez, Checoslovaquia, Alemania Oriental, Hungría, Polonia, Rumania y la Unión Soviética a través de Intervisión, y en Brasil, Chile, México y Puerto Rico.
| País         | Emisora          | Canal(es)                     | Comentarista(s)       | Ref(s)                            |
| ------------ | ---------------- | ----------------------------- | --------------------- | --------------------------------- |
| Alemania     | ARD              | Deutsches Fernsehen           | Desconocido           | [ 6 ] [ 7 ] [ 8 ] [ 9 ]           |
| Bélgica      | BRT              | BRT                           | Jan Theys             | [ 10 ] [ 11 ] [ 12 ]              |
| Bélgica      | RTB              | RTB                           | Desconocido           | [ 11 ] [ 6 ]                      |
| España       | TVE              | TVE 1, TVE UHF                | José Luis Uribarri    | [ 13 ] [ 14 ] [ 15 ]              |
| España       | RNE              | Radio Nacional                | Desconocido           | [ 14 ]                            |
| España       | RNE              | Radio Barcelona               | Desconocido           | [ 14 ]                            |
| Finlandia    | YLE              | TV-ohjelma 1, Yleisohjelma    | Aarno Walli           | [ 16 ] [ 17 ] [ 18 ]              |
| Finlandia    | YLE              | Ruotsinkielinen ohjelma       | Desconocido           | [ 16 ] [ 17 ] [ 18 ]              |
| Francia      | ORTF             | Deuxième Chaîne, France Inter | Pierre Tchernia       | [ 6 ] [ 7 ] [ 19 ] [ 20 ]         |
| Irlanda      | RTÉ              | RTÉ                           | Desconocido           | [ 21 ] [ 22 ] [ 23 ]              |
| Irlanda      | RTÉ              | RTÉ Radio                     | Desconocido           | [ 21 ] [ 22 ] [ 23 ]              |
| Italia       | RAI              | Secondo Programma             | Renato Tagliani       | [ 24 ] [ 25 ]                     |
| Luxemburgo   | CLT              | Télé-Luxembourg               | Desconocido           | [ 6 ] [ 26 ]                      |
| Mónaco       | Télé Monte-Carlo | Télé Monte-Carlo              | Desconocido           | [ 27 ]                            |
| Noruega      | NRK              | NRK Fjernsynet, NRK           | Sverre Christophersen | [ 28 ] [ 30 ]                     |
| Países Bajos | NTS              | Nederland 1                   | Pim Jacobs            | [ 11 ] [ 31 ] [ 32 ]              |
| Portugal     | RTP              | I Programa, II Programa       | Desconocido           | [ 33 ] [ 34 ]                     |
| Reino Unido  | BBC              | BBC1                          | David Gell            | [ 5 ] [ 35 ] [ 36 ] [ 37 ] [ 38 ] |
| Reino Unido  | BBC              | BBC Radio 1, BBC Radio 2      | Pete Murray           | [ 5 ] [ 35 ] [ 36 ] [ 37 ] [ 38 ] |
| Suecia       | SR               | Sveriges TV, SR P3            | Christina Hansegård   | [ 39 ] [ 17 ] [ 28 ] [ 40 ]       |
| Suiza        | SRG SSR          | TV DRS                        | Desconocido           | [ 7 ] [ 8 ] [ 41 ] [ 42 ]         |
| Suiza        | SRG SSR          | TSR                           | Georges Hardy         | [ 7 ] [ 8 ] [ 41 ] [ 42 ]         |
| Suiza        | SRG SSR          | TSI                           | Desconocido           | [ 7 ] [ 8 ] [ 41 ] [ 42 ]         |
| Yugoslavia   | JRT              | Televizija Ljubljana          | Desconocido           | [ 43 ] [ 44 ]                     |

| País           | Emisora                             | Canal(es)                           | Comentarista(s) | Ref(s)        |
| -------------- | ----------------------------------- | ----------------------------------- | --------------- | ------------- |
| Austria        | ORF                                 | FS1                                 | Desconocido     | [ 8 ]         |
| Brasil         | Rede Tupi                           | TV Tupi Rio de Janeiro              | Rubens Amaral   | [ 45 ] [ 46 ] |
| Brasil         | Rede Tupi                           | TV Tupi São Paulo                   | Rubens Amaral   | [ 45 ] [ 46 ] |
| Brasil         | Rede Tupi                           | TV Itacolomi                        | Rubens Amaral   | [ 45 ] [ 46 ] |
| Brasil         | Rede Tupi                           | TV Paraná                           | Rubens Amaral   | [ 46 ] [ 47 ] |
| Brasil         | Rede Tupi                           | TV Piratini                         | Rubens Amaral   | [ 46 ] [ 48 ] |
| Checoslovaquia | ČST                                 | ČST                                 | Desconocido     | [ 49 ]        |
| Chile          | Canal 9                             | Canal 9                             | Desconocido     | [ 51 ]        |
| Colombia       | Inravisión                          | Canal Nacional                      | Desconocido     | [ 52 ]        |
| Costa Rica     | Telecentro Canal 6, Telenac Canal 2 | Telecentro Canal 6, Telenac Canal 2 | Roberto Giralt  | [ 53 ]        |
| Hungría        | MTV                                 | MTV                                 | Desconocido     | [ 54 ]        |
| Malta          | MTPBS                               | MTS                                 | Victor Aquilina | [ 55 ] [ 56 ] |
| Rumania        | TVR                                 | Programul 1                         | Desconocido     | [ 57 ]        |